# Odryské království
Odryské království (starořecky Βασίλειον Ὀδρυσῶν), zvána též jako říše Odrysů, byla státní unie thráckých kmenů, která existovala v letech 460 před naším letopočtem až do roku 46 našeho letopočtu. Království existovalo především na území dnešního Bulharska. Král Seuthes III. si později zvolil za hlavní město Seuthopolis.
Thrácké území bylo od roku 516 př. n. l. nominální součástí Perské říše a bylo znovu podmaněno Mardoniem v roce 492 př. n. l. Odryské království bylo první thrácké království v oblasti a vzniklo spojením mnoha thráckých kmenů pod jedním vládcem, kterým se stal Teres I. Odrysové (Odrysae nebo také Odrusai) bylo jméno jednoho z nejsilnějších kmenů.
I přes pokusy odryských králů posílit svou centrální moc byly separatistické tendence v království silné. Na konci pátého a začátku čtvrtého století př. n. l. se království v důsledku konfliktů rozdělilo na tři části.
Odryské království zaniklo v roce 30 př. n. l., kdy bylo jeho centrum dobyto jedním z thráckých kmenů. Ten pak na tom místě dal vzniknout novému Thráckému království, které se stalo vazalem Říma. V roce 46 našeho letopočtu byla Thrákie anektována Římskou říší a stala se římskou provincií Thracia.